# James Butler (1er duc d'Ormonde)
Pour les articles homonymes, voir James Butler et Butler.
James Butler (19 octobre 1610 – 21 juillet 1688), 1er duc d'Ormonde, est un homme d'État et un militaire anglo-irlandais. Il est surtout connu pour sa participation aux guerres confédérées irlandaises des années 1640, lorsqu'il commanda les forces anglaises royalistes en Irlande.

## Jeunesse
James Butler est le fils aîné de Thomas Butler, vicomte de Thurles, et d'Elizabeth, sœur de Sir John Poyntz, et le petit-fils de Walter, 11e comte d'Ormonde. Les Butlers d'Ormonde appartiennent à une vieille dynastie anglaise, qui a dominé le sud-ouest de l'Irlande depuis le Moyen Âge. Il est né à Londres. À la mort de son père par noyade en 1619, il est fait pupille royal par Jacques Ier, puis enlevé à son tuteur catholique romain, et confié aux soins de George Abbot, archevêque de Cantorbéry, chez qui il réside jusqu'à la mort du roi, en 1625. Son grand-père, le comte d'Ormonde, le prend alors dans sa maison. Il va s'avérer très important pour son avenir, et cela a été voulu ainsi, qu'à la différence de la plupart des membres de la dynastie Ormonde, il soit protestant. Cela provoque certaines tensions entre lui et sa famille et alliés, étant donné que ceux-ci, à l'inverse, subissent des confiscations de terre et des discriminations judiciaires à cause de leur religion. En décembre 1629, il épouse sa cousine, Lady Elizabeth Preston, fille et héritière de Richard, comte de Desmond, mettant ainsi fin à une longue querelle entre leurs familles et unissant leurs domaines. En 1632, à la mort de son grand-père, le titre de comte lui échoit.

## Rébellion et guerre civile
Ormonde est déjà connu en Irlande, lorsqu'il commence à y jouer un rôle actif en 1633 avec l'arrivée du comte de Strafford, qui, pour se l'attacher, le combla de prévenances et l'admet dans son intimité. Strafford le recommande au roi et au Conseil privé comme un jeune homme avec, vous pouvez me croire, la tête sur les épaules, qui pourra rendre les plus grands services. Ormonde devient ainsi le principal ami et soutien de Strafford. Celui-ci projette de confisquer de vastes étendues de terres appartenant à des Catholiques, ce que Ormonde approuve, mais ce qui rend furieux le reste de sa famille, et en amène une grande partie à s'opposer à Strafford, et finalement à se rebeller. En 1640, durant l'absence de Strafford, Ormonde est désigné commandant en chef des forces anglaises, qui comptent 3 000 hommes, et en août, il est nommé lieutenant général.
Au début de la Rébellion irlandaise de 1641, Ormonde se trouve à commander les forces gouvernementales basées à Dublin. Presque tout le reste du pays est occupé par les rebelles catholiques, dont sa famille fait partie. Pourtant les liens familiaux ne sont pas entièrement rompus, puisque sa femme et ses enfants sont escortés par son cousin, Richard Butler, Lord Mountgarret, depuis Kilkenny, tenu par les rebelles, jusqu'à Dublin. Ormonde lance plusieurs expéditions depuis Dublin pour tenter de dégager la bordure de la zone rebelle. Tout d'abord il s'empare de Naas, puis du nord du Pale en 1642. Les lords juges, qui ont douté de lui à cause de ses liens parentaux avec de nombreux rebelles, reviennent sur leur opinion lorsqu'il parvient à libérer Drogheda. Il reçoit les remerciements publics du Parlement d'Angleterre et un bijou d'une valeur de 620 £.
Le 15 avril 1642, il remporte la bataille de Kilrush contre son cousin Lord Mountgarret. Le 30 août 1642, il est créé marquis, et le 16 septembre suivant, il est nommé lieutenant général avec mandat direct du roi, lui permettant ainsi d'agir sans contradicteur.
Le 18 mars 1643, il remporte la bataille de New Ross contre Thomas Preston, qui devient plus tard le vicomte Tara. Ormonde se trouve pourtant en grande difficulté. En septembre, la guerre civile éclate en Angleterre, ce qui le prive de renforts anglais, alors que les rebelles catholiques tiennent les deux tiers du pays. De plus les Covenanters écossais, qui ont débarqué en Ulster en 1642 pour réprimer la rébellion irlandaise, se sont rangés avec le Parlement d'Angleterre contre le roi.
Isolé à Dublin, Ormonde se voit réduit à signer avec les Catholiques un armistice, qui reconnait à la Confédération irlandaise la possession de la majeure partie du pays, laissant seulement aux mains des commandants anglais quelques petits districts de la côte est et autour de Cork, ainsi que certaines forteresses dans le nord et dans l'ouest. Cette trêve est extrêmement mal accueillie par les Lords juges et par la communauté protestante dans son ensemble.
Par ordre du roi, Ormonde doit ensuite détacher une partie de ses troupes en Angleterre pour combattre aux côtés des Royalistes pendant la guerre civile. Ces troupes sont peu après mises en déroute par Thomas Fairfax à la bataille de Nantwich, le 26 janvier 1644. Ce même mois, Ormonde est nommé Lord lieutenant d'Irlande avec la tâche d'empêcher que les Parlementaires, ennemis du roi, ne reçoivent des renforts venant d'Irlande, tout en recrutant des troupes nouvelles pour se battre aux côtés des Royalistes en Angleterre. Pour cela, il a comme instruction de faire tout en son pouvoir pour retenir dans le nord de l'Irlande l'armée écossaise des Covenanters. Il obtient également l'autorisation du roi de négocier un traité avec ceux des Confédérés irlandais, qui permettraient à leurs troupes d'aller se battre pour le roi en Angleterre.

## Négociations avec les Confédérés irlandais
Ormonde se trouve confronté à la tâche difficile de réconcilier les différentes factions en Irlande. Les Irlandais de souche, les « vieux Irlandais », et les Irlandais de descendance anglaise, les « vieux Anglais », tous de religion catholique, sont représentés dans la Confédération d'Irlande, un gouvernement indépendant, basé à Kilkenny, qui veut bien reconnaître le roi Charles Ier d'Angleterre en échange de la tolérance religieuse et de l'autogouvernance. D'un autre côté, toute concession faite par Ormonde aux Confédérés affaiblit son soutien aux Protestants anglais et écossais d'Irlande. C'est pourquoi ses négociations avec les Confédérés sont tortueuses, même si beaucoup de leurs chefs sont de ses parents ou amis.
En 1644 il aide Randal MacDonnell, marquis d'Antrim à monter une expédition irlandaise confédérée en Écosse. Cette force, conduite par Alasdair MacColla est envoyée pour prêter main-forte aux royalistes écossais, ce qui déclenche la guerre civile en Écosse. Ceci s'avère être la seule intervention des troupes irlandaises catholiques en Grande-Bretagne pendant la guerre civile.
La position d'Ormonde devient encore plus délicate après la signature d'un accord secret entre Edward Somerset et les catholiques irlandais le 25 août 1645. Le 28 mars 1646, Ormonde conclut avec les Confédérés irlandais un traité qui leur accorde des concessions religieuses et élimine certaines injustices. Pourtant l'assemblée générale des Confédérés refuse ce marché, en partie à cause du nonce du pape Innocent X, Giovanni Battista Rinuccini, qui incite les catholiques à ne pas signer de compromis. Ceux qui signent le traité sont arrêtés, et les Confédérés rompent la trêve avec Ormonde.
Il devient bientôt clair qu'il ne peut tenir Dublin face aux rebelles irlandais. Il s'adresse au Long Parlement, et signe avec lui, le 19 juin 1647, un traité aux termes duquel il lui livre Dublin en préservant les intérêts à la fois des protestants et des catholiques, qui ne sont pas entrés en rébellion. Avant de rentrer en Angleterre au début d'août 1647, il remet la ville et les troupes sous son commandement au commissaire du Parlement Michael Jones. Ormonde remarque, à propos de son choix, « qu'il avait préféré les rebelles anglais aux rebelles irlandais ».

## Commandant de l'alliance royaliste
Ormonde accompagne le roi Charles retenu au château de Hampton Court en août et en octobre 1647, mais en mars 1648, afin de prévenir sa propre arrestation par le Parlement, il rejoint la reine et le prince de Galles à Paris. En septembre de la même année, le nonce apostolique ayant été expulsé, et les affaires sinon s'annonçant de manière favorable, il retourne en Irlande pour tenter d'unifier les parties favorables au roi. Les Confédérés irlandais sont alors plus ouverts à un compromis, ayant connu en 1647 toute une série de désastres militaires contre les forces parlementaires. Le 17 janvier 1649, Ormonde conclut la paix avec les rebelles sur la base du libre exercice de leur religion. À la nouvelle de l'exécution du roi, le 30 janvier 1649, il fait proclamer le prince de Galles sous le nom de Charles II, qui le fait membre de l'ordre de la Jarretière en septembre 1649. Ormonde est placé à la tête des armées des Confédérés irlandais et des troupes royalistes anglaises, qui, venant de France, débarquèrent en Irlande. Pourtant, bien qu'il contrôle avant août 1649 presque tout le pays, Ormonde est incapable d'empêcher la conquête de l'Irlande par Cromwell de 1649 à 1650. Ormonde tente de reprendre Dublin en août 1649, mais il est mis en déroute à la bataille de Rathmines. Par la suite, il tente d'arrêter Cromwell en tenant une ligne de places fortes à travers le pays. La New Model Army parvient néanmoins à les prendre les unes après les autres, en commençant par le siège de Drogheda en septembre 1649. Ormonde perd la plupart de ses troupes anglaises et protestantes royalistes lorsqu'elles se mutinent et rejoignent Cromwell en mai 1650. Il ne lui reste que les forces irlandaises catholiques, qui se méfient grandement de lui. Ormonde est démis de son commandement en fin 1650, et il retourne en France en décembre. Par la loi de colonisation de l'Irlande de 1652 (Act of Settlement), tous les biens d'Ormonde sont confisqués, et il est exclu de la grâce accordée à tous les Royalistes qui se sont rendus à cette date.
Ormonde, bien que totalement à court d'argent, se tient constamment au service de Charles II et de la reine mère à Paris, et il accompagne celui-là à Aix-la-Chapelle et à Cologne, quand il est expulsé de France aux termes d'un traité signé entre Mazarin et Cromwell en 1655. En 1658, il se rend en Angleterre, déguisé et à grands risques, pour obtenir des renseignements dignes de confiance sur les chances d'un soulèvement. Il accompagne le roi à Fontarrabie en 1659, a un entretien avec Mazarin, et s'engage activement dans les transactions secrètes qui précèdent de peu la Restauration.

## Carrière pendant la Restauration
À son retour en Angleterre, le roi Charles II le nomme commissionnaire au trésor et à la marine, le fait Lord Steward, Conseiller privé, Lord lieutenant de Somerset (charge dont il démissionne en 1672), High Steward de Westminster, de Kingston et de Bristol, président de Trinity College de Dublin, baron Butler de Llanthony, et marquis de Camden dans la pairie d'Angleterre. Le 30 mars 1661, il est créé duc d'Ormonde dans la pairie d'Irlande, et est fait Lord High Steward le jour du couronnement de Charles II. En même temps, il récupère ses immenses terres d'Irlande, et le roi lui octroie d'importantes sommes d'argent en récompense de la fortune qu'il a dépensée à son service, tandis que le Parlement irlandais lui offre l'année suivante une somme de 30 000 £. Pourtant, selon Thomas Carte, ses pertes excèdent ses gains de 868 000 £.
Le 4 novembre 1661, il est nommé de nouveau vice-roi d'Irlande, et il s'occupe activement de rétablir la tranquillité dans ce pays. Le problème principal est la question des terres, et il fait voter par le Parlement irlandais l'Act of Explanation le 23 décembre 1665. Il est très attaché à son gouvernement, et il s'oppose farouchement à la loi anglaise, interdisant l'importation de bétail irlandais, qui porte un coup fatal au commerce de ce pays. En représailles, il interdit l'importation en Irlande des produits écossais, et obtient l'autorisation de faire du commerce avec les pays étrangers. Il encourage au maximum l'industrie et l'éducation, et c'est grâce à ses efforts que le Collège irlandais des médecins doit sa création. Sa personnalité a toujours été marquante, mais, pendant le nouveau règne, ses vertus et son patriotisme ne deviennent que plus évidents. Il incarne presque seul la vieille et noble génération. Tandis que les conseillers du roi se laissent guider par leurs instincts, il se tient à l'écart, fier de sa loyauté et de sa race, qui est restée immaculée pendant cinq siècles. Il subit silencieusement, avec le même respect de lui-même, la calomnie, l'envie et la disgrâce royale, déclarant : « Peu importe que la cour me considère mauvais, je suis résolu à ce que l'histoire me considère bon ». Il devient bientôt la cible de toutes les attaques des pires courtisans. En particulier, Buckingham fait tout ce qu'il peut pour saper son influence. Certes, le gouvernement presque irresponsable d'Ormonde pendant les troubles en Irlande n'était pas exempt de critiques : il a cantonné les soldats chez les civils, et appliqué la loi martiale. Buckingham le menace en vain de mise en accusation.
En mars 1669, il est écarté du gouvernement d'Irlande et du comité des affaires irlandaises. Il ne s'en plaint pas, exigeant simplement que ses fils et les personnes, sur lesquelles il a eu de l'influence, conservent leurs postes, et il continue de remplir les devoirs de ses autres charges, si bien que sa valeur personnelle et ses services sont reconnus par son élection comme directeur de l'université d'Oxford le 4 août 1669.
En 1670, il est l'objet d'une extraordinaire tentative d'assassinat par un aventurier peu recommandable, le colonel Thomas Blood, déjà connu pour avoir organisé l'attaque par surprise manquée du château de Dublin, et plus tard, pour avoir volé les joyaux de la Couronne britannique dans la tour de Londres. Ormonde est attaqué par Blood et ses complices alors qu'il remonte St James Street la nuit du 6 décembre 1670. Après avoir tué son cocher, ils l'arrachent de sa voiture, et l'emportent à dos de cheval le long de Piccadilly avec l'intention de le pendre à Tyburn, où se trouvent les gibets. Ormonde, en se débattant, parvient à se jeter à bas du cheval, entraînant avec lui le cavalier, auquel il est lié, et, aidé de quelques personnes qui arrivent, il réussit à échapper à ses assassins. Buckingham est soupçonné d'avoir organisé cet acte de violence, et, en présence du roi, il est ouvertement accusé de ce crime par Lord Ossory, fils d'Ormonde, qui le menace de mort immédiate si son père est encore victime de violence. Ces soupçons sont renforcés par la décision maladroite du roi de gracier Blood, et de l'admettre en sa présence. Il le traite même avec bienveillance après son arrestation lors du vol des joyaux de la Couronne. Le roi ayant prié Ormonde d'oublier l'insulte qu'il a subie, celui-ci lui répond : « Puisque le roi peut pardonner à Blood d'avoir tenté de lui arracher la couronne, je peux à mon tour pardonner aussi aisément d'avoir attenté à ma vie. J'obéirai aux désirs de Sa Majesté sans m'informer de ses motifs. »
En 1671, il s'oppose avec succès à Richard Talbot, qui tente d'abroger le Act of Settlement. En 1673, il visite de nouveau l'Irlande, et retourne à Londres pour donner son avis à Charles II sur les affaires au parlement, et, en 1677, il revient en grâce et est de nouveau nommé vice-roi grâce à l'intervention du duc d'York, qui craint que le poste ne soit attribué au duc de Monmouth. À son arrivée en Irlande, il s'occupe personnellement d'établir la Commission du Revenu sur des bases convenables, et sait maintenir sur pied une armée de 10 000 hommes sans la rendre à charge aux habitants. En 1678, au début des troubles causés en Angleterre par le complot papiste, Ormonde prend immédiatement des mesures pour rendre impuissants les catholiques, qui sont en proportion de 15 pour 1, mais la douceur et la modération de ses mesures servent de prétexte à une attaque menée contre lui par Shaftesbury. Son fils, Lord Ossory, le défend avec grand courage.
En 1682, il est convoqué à la cour pour rendre compte de l'état de son gouvernement. Il réagit au livre du comte d'Anglesey sur les guerres d'Irlande par la Lettre d'une personne d'honneur au comte d'Anglesey, concernant ses observations et réflexions sur les guerres d'Irlande, où il apporte son soutien total à Charles II. Le 9 novembre 1683, il est élevé à la dignité de duc anglais. En juin 1684, il retourne en Irlande, mais il est rappelé en octobre à cause de nouvelles intrigues. Avant qu'il ne puisse remettre son gouvernement dans les mains de Rochester, Charles II meurt, et le dernier acte d'Ormonde en tant que vice-roi est de proclamer Jacques II à Dublin.
Ormonde est également le 6e président de Trinity College de Dublin entre 1645 et 1688, bien qu'il soit en exil les quinze premières années de sa fonction.
Par la suite, Ormonde se retire à Combury dans le Oxfordshire dans une maison que lui loue Lord Clarenton, mais il en ressort en 1687 pour s'opposer fermement et avec succès à Jacques II, qui tente de s'arroger le pouvoir de décider et d'imposer au conseil d'administration de Charterhouse un candidat catholique sans qu'il prête serment, en contradiction avec les statuts et la loi du Parlement. Ormonde refuse aussi au roi son soutien dans la question de l'Indulgence. C'est tout à l'honneur de ce dernier de ne pas lui avoir retiré ses charges et d'avoir continué à lui témoigner son respect et ses bonnes grâces. Ormonde meurt le 21 juillet 1688 à Kingston Lacy, Dorset, se réjouissant « de ne pas avoir vécu plus longtemps que ses capacités intellectuelles. ». Il est enterré à l'abbaye de Westminster le 1er août 1688.

## Famille

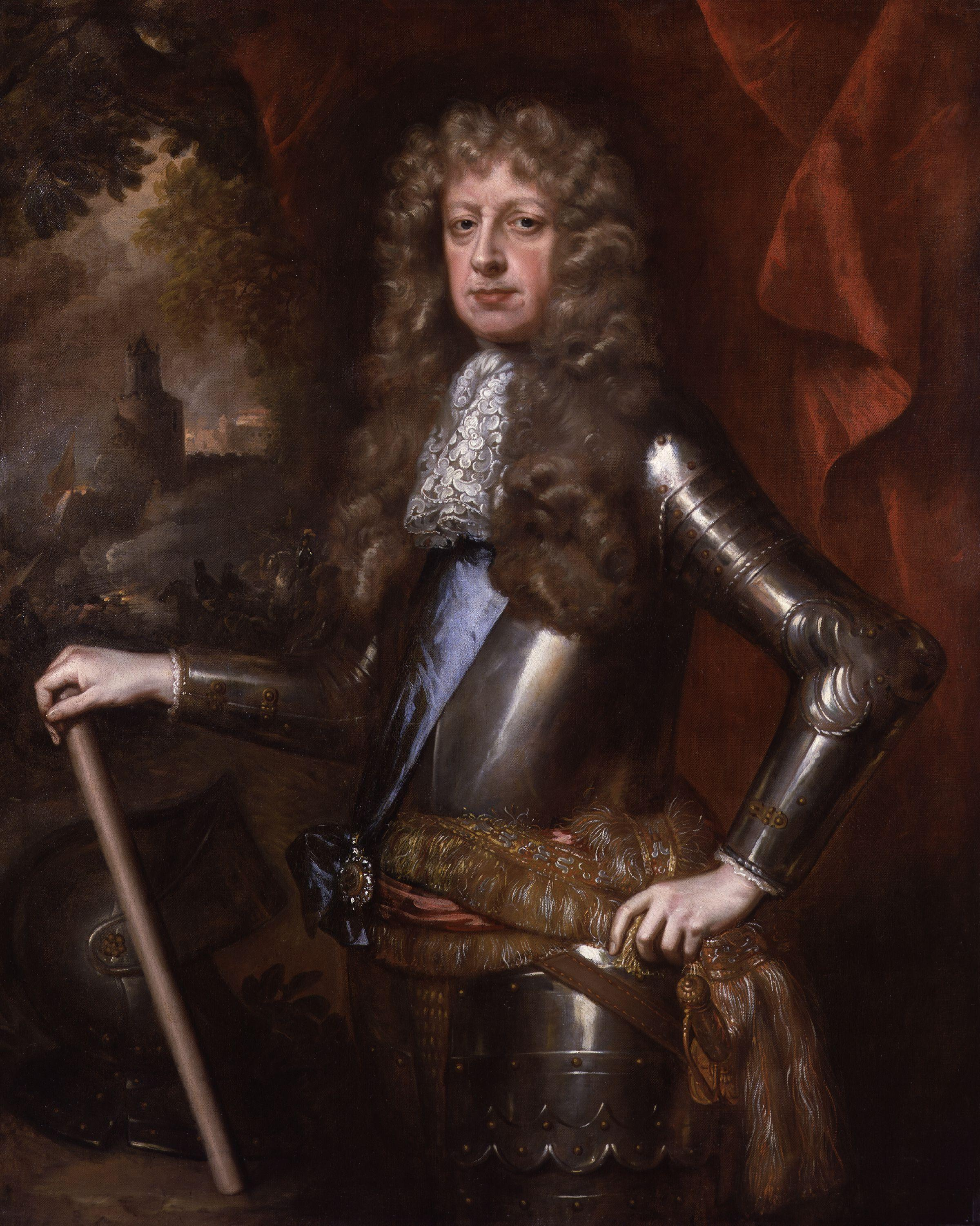

Il épouse en 1619 Elizabeth Preston, il a plusieurs enfants parmi lesquels trois fils adultes :
- Thomas Butler (1634 – 1680)
- Richard Butler (1639 – 1686)
- John Butler (1er comte de Gowran) (1643 – 1677).

Son fils, aîné Thomas, comte d'Ossory (1634 – 1680) meurt avant lui, et le titre de 2e duc d'Ormonde passe au fils de ce dernier James Butler. Ses deux autres fils, Richard, créé comte d'Arran, et John, créé comte de Gowran, meurent tous deux sans descendance mâle. Lorsque la descendance mâle du duc s'éteint en la personne de Charles, 3e duc d'Ormonde, le marquisat d'Ormonde retourne à la branche cadette de Walter, 11e comte d'Ormonde.
La lignée des Butler peut être remontée jusqu'à James Butler, né en 1331 à Knocktopher Castle, Arklow, Wicklow, Irlande.